# Paul Josef Cordes
Paul Josef Cordes (ur. 5 września 1934 w Kirchhundem, zm. 15 marca 2024 w Rzymie) – niemiecki duchowny katolicki, biskup pomocniczy Paderbornu, przewodniczący Papieskiej Rady „Cor Unum”, kardynał.

## Życiorys
Naukę na poziomie szkoły średniej pobierał w Ryvius-Gymnasium w Attendorn, po maturze tamże (1955) rozpoczął studia uniwersyteckie w zakresie medycyny w Münster. Po dwóch semestrach przeniósł się do seminarium duchownego w Paderborn;ponadto odbył studia filozoficzne w Lyonie. 21 grudnia 1961 przyjął święcenia kapłańskie z rąk arcybiskupa Paderborn Lorenza Jägera. Był prefektem kilku instytucji edukacyjnych, m.in. seminarium duchownego archidiecezji Paderborn Collegium Leonium. Od 1969 zaczął studia teologii dogmatycznej na Wydziale Teologii Katolickiej Uniwersytetu Johanna Gutenberga w Moguncji, gdzie w 1971 pod kierunkiem przyszłego kardynała Karla Lehmanna obronił pracę doktorską Sendung zum Dienst – exegetische, historische und systematische Studien zum Konzilsdekret "Vom Dienst und Leben der Priester".
W 1972 kard. Julius Döpfner, ówczesny przewodniczący Konferencji Episkopatu Niemiec, mianował go sekretarzem Komisji Duszpasterskiej tej Konferencji. Zaczął wówczas współpracować ze stowarzyszeniami, ruchami i różnymi instytucjami kościelnymi w Niemczech. Doświadczenie to wykorzystał podczas Synodu diecezji RFN (1972–1975). 27 października 1975 papież Paweł VI mianował go biskupem pomocniczym Paderborn, ze stolicą tytularną Naissus. Sakrę biskupią przyjął w katedrze w Paderborn 1 lutego 1976 z rąk miejscowego arcybiskupa Johannesa Joachima Degenhardta, któremu towarzyszyli arcybiskup Monachium kardynał Julius Döpfner i biskup pomocniczy Paderborn Paul Nordhues.
W marcu 1980, z nominacji papieża Jana Pawła II, został wiceprzewodniczącym Papieskiej Rady ds. Świeckich. Został również konsultorem innych dykasterii Kurii. Papież powierzył mu ad personam pieczę nad apostolatem International Catholic Charismatic Renewal Office (Katolickiej Odnowy Charyzmatycznej) i Drogi Neokatechumenalnej. Pełnił tę funkcję do grudnia 1995. Był inicjatorem powstania Międzynarodowego Ośrodka Młodzieżowego San Lorenzo w Rzymie, otwartego 13 marca 1983. 2 grudnia 1995 został podniesiony do godności arcybiskupa i mianowany przewodniczącym Papieskiej Rady „Cor Unum”, koordynującej działalność charytatywną Kościoła katolickiego. W charakterze specjalnego wysłannika papieskiego wielokrotnie udawał się do krajów dotkniętych konfliktami czy konfliktami zbrojnymi. Odwiedził m.in. na przełomie listopada i grudnia 1998 kraje dotknięte atakiem huraganu Mitch – Nikaraguę, Salwador, Honduras i Gwatemalę. Stanowisko przewodniczącego Rady „Cor Unum” Cordes kontynuował również w czasie pontyfikatu kolejnego papieża, Benedykta XVI.
Paul Josef Cordes jest m.in. doktorem honoris causa Katolickiego Uniwersytetu Fu Jen w Tajpej i kawalerem Wielkiego Krzyża Zasługi Republiki Federalnej Niemiec z Gwiazdą. W grudniu 2006 ogłoszono go laureatem nagrody im. Oswalda von Nell-Breuninga (wybitnego teologa niemieckiego, jezuity), przyznawanej przez miasto Trewir.
Jest autorem wielu publikacji, powstałych dzięki znajomości nowych ruchów i wspólnot kościelnych. Niektóre z nich zostały przetłumaczone również na język polski: Czynne uczestnictwo w Eucharystii. Sprawowanie Eucharystii w małych wspólnotach (1996); Znaki nadziei (1998); Zagubione ojcostwo (2002).
Na konsystorzu, z nominacji Benedykta XVI, w dniu 24 listopada 2007 został włączony do grona kardynałów z tytułem diakona San Lorenzo in Piscibus.
Uchwałą Senatu z dnia 28 kwietnia 2009 otrzymał doktorat honoris causa Katolickiego Uniwersytetu Lubelskiego.
Brał udział w konklawe 2013, które wybrało papieża Franciszka.
5 września 2014 w związku z ukończeniem 80 lat utracił prawo do czynnego udziału w przyszłych konklawe.
19 maja 2018 promowany przez papieża Franciszka do rangi kardynałów prezbiterów. Zachował dotychczasową diakonię na zasadzie pro hac vice. 
Zmarł 15 marca 2024 w Rzymie.